# Sakawa Moussa
Sakawa Moussa (auch: Sakawa, Tsakawa Moussa) ist ein Dorf in der Landgemeinde Kornaka in Niger.

## Geographie
Das von einem traditionellen Ortsvorsteher (chef traditionnel) geleitete Dorf befindet sich rund 30 Kilometer östlich des Hauptorts Kornaka der gleichnamigen Landgemeinde, die zum Departement Dakoro in der Region Maradi gehört. Zu den Siedlungen in der näheren Umgebung von Sakawa Moussa zählen Guidan Wari im Osten und Guidan Salifou im Westen.
Es herrscht das Klima der Sahelzone vor, mit einer durchschnittlichen jährlichen Niederschlagsmenge zwischen 300 und 400 mm. Die Landschaft zwischen den Trockentälern Goulbin Kaba und Tarka, in der das Dorf liegt, ist von alten, unbeweglichen Dünen geprägt.

## Geschichte
Sakawa Moussa wurde im ersten Viertel des 20. Jahrhunderts gegründet.

## Bevölkerung
Bei der Volkszählung 2012 hatte Sakawa Moussa 1550 Einwohner, die in 187 Haushalten lebten. Bei der Volkszählung 2001 betrug die Einwohnerzahl 1115 in 149 Haushalten und bei der Volkszählung 1988 belief sich die Einwohnerzahl auf 841 in 137 Haushalten.
Die Bevölkerungsdichte in diesem Gebiet ist für nigrische Verhältnisse hoch.

## Wirtschaft und Infrastruktur
Das Gebiet der Ebenen im südlichen Teil der Region Maradi, zu dem Sakawa Moussa gehört, ist von einer anhaltenden Degradation der ackerbaulichen Flächen gekennzeichnet, die mit der hohen Bevölkerungsdichte in Zusammenhang steht. Im Jahr 2000 wurde eine Getreidebank im Dorf installiert. Es ist ein Gesundheitszentrum des Typs Centre de Santé Intégré (CSI) vorhanden und es gibt eine Schule.